# MovieBiz Films
Die MovieBiz Films ist ein Schweizer Filmverleih mit Sitz in Wattwil. Die Geschäftsführung hat Jonas Frei inne.

## Geschäftstätigkeit
MovieBiz Films ist in den drei Sprachräumen der Schweiz und Liechtenstein tätig. Die Verleih konzentriert sich auf kleinere Filmproduktionen.
Der Katalog umfasst über 50 Filme in Deutsch oder Originalversion mit deutschen Untertiteln. Das Programm umfasst sowohl Spielfilme als auch Dokumentationen und Animationsfilme. Zu den von MovieBiz Films verliehenen Filmen gehören unter anderem die Publikumserfolge Alpzyt, Wildnis Schweiz und Camino de Santiago aus der Schweiz sowie die internationalen Erfolge Ooops! Die Arche ist weg… und Überflieger – Kleine Vögel, großes Geklapper.
MovieBiz Films ist Mitglied bei ProCinema, dem Dachverband der Schweizer Kino- und Filmverleihunternehmen sowie bei filmdistribution schweiz.

## Geschichte
Gegründet wurde die Firma im Jahr 2006 von Jonas Frei, dem sie auch heute gehört.
Der erste Film im Verleih war 2006 De letscht Alpsummer.

## Filmografie
- 2025: Mola (Schweiz)
- 2025: Akiko (Deutschland)
- 2025: Bernard Bär: Mission Mars (China)
- 2025: Raindrop (Schweiz)
- 2025: Kalbermatten (Schweiz)
- 2024: Reise ins Licht (Schweiz)
- 2024: Hölde (Schweiz)
- 2024: White Flag (Schweiz)
- 2024: Super Wings: Maximum Speed (China)
- 2024: Nöldi Forrer (Schweiz)
- 2024: One around the World (Schweiz)
- 2024: Feld, Acker, Wiese (Schweiz)
- 2024: Butterfly Tale (Deutschland)
- 2023: Wer bist du, Mama Muh? (Schweden)
- 2023: What is Love? (Schweiz)
- 2023: Bahnhof der Schmetterlinge (Schweiz)
- 2023: Der Förster & St. Benedikt (Schweiz)
- 2023: Überflieger: Das Geheimnis des grossen Juwels (Deutschland)
- 2023: Krähen (Schweiz)
- 2022: The Devil’s Light (USA)
- 2022: Meine Chaosfee & Ich (Deutschland)
- 2022: Animals (Schweiz)
- 2022: Gegenwind (Schweiz)
- 2022: Hebammen (Schweiz)
- 2022: Boonie Bears: ein tierisches Abenteuer (China)
- 2022: Do you remember me? (Schweiz)
- 2022: Peterchens Mondfahrt (2021) (Deutschland)
- 2022: Chumm mit (Schweiz)
- 2021: Ein Junge namens Weihnacht (Grossbritannien)
- 2021: That Girl (Schweiz)
- 2021: Wild (Schweiz)
- 2021: Auf die eigene Art (Schweiz)
- 2021: Heimat Natur (Deutschland)
- 2021: Kings of Hollywood (USA)
- 2020: Clara und der magische Drache (Ukraine)
- 2020: Unser Boden, unser Erbe (Deutschland)
- 2020: Ooops! 2 – Land in Sicht (Irland/Deutschland)
- 2020: Die Boonies – Eine bärenstarke Zeitreise (China)
- 2020: Inside Afghanistan (Schweiz)
- 2019: Lino (Brasilien)
- 2019: Plötzlich Heimweh (Schweiz)
- 2019: Down to Earth (Niederlande)
- 2019: Erde (Österreich)
- 2019: Kleiner Aladin und der Zauberteppich (Dänemark)
- 2019: Berg der Steine (Schweiz)
- 2019: Die Wiese (Deutschland)
- 2019: Die Schneekönigin (Russland)
- 2018: Gans im Glück (USA/China)
- 2018: Ploey (Island)
- 2018: Durs Appenzellerland (Schweiz)
- 2018: Die grüne Lüge (Österreich)
- 2018: Käpt’n Sharky (Deutschland)
- 2018: The Strangers: Opfernacht (USA)
- 2018: Mein Freund, die Giraffe (Schweiz)
- 2017: Anders als die Väter (Schweiz)
- 2017: Aktiv ins Alter (Schweiz)
- 2017: Drei von Sinnen (Deutschland)
- 2017: Überflieger – Kleine Vögel, großes Geklapper (Deutschland)
- 2017: Alptraum (Schweiz)
- 2016: Power to Change (Deutschland)
- 2016: Alpzyt (Schweiz)
- 2016: Gloria (Schweiz/Mexiko)
- 2016: Z'Bärg (Schweiz)
- 2015: Chiquitos (Schweiz)
- 2015: Pura Vida (Schweiz)
- 2015: Ooops! Die Arche ist weg… (Deutschland)
- 2015: Dog Men (Schweiz)
- 2015: Huicholes (Mexiko)
- 2015: Viktoria (Schweiz)
- 2015: Helden der Arena (Schweiz)
- 2015: Camino de Santiago (Schweiz)
- 2015: Streif (Österreich)
- 2014: Quatsch und die Nasenbär-Bande (Deutschland)
- 2014: The Raid 2 (Indonesien/USA)
- 2014: 2 Francos 40 Pesetas (Schweiz)
- 2014: Berge im Kopf (Schweiz)
- 2013: Z'Alp (Schweiz)
- 2013: Who Killed Johnny (Schweiz)
- 2013: Schweizer Geist (Schweiz)
- 2013: The Art of Flight (USA)
- 2013: Himmelfahrtskommando (Schweiz)
- 2012: Wenn’s chrooset und rumplet (Schweiz)
- 2012: Fenster zum Jenseits (Schweiz)
- 2012: Schwerelos (Schweiz)
- 2012: Hard Stop (Schweiz)
- 2012: Nachtexpress (Schweiz)
- 2012: Ronal der Barbar (Dänemark)
- 2011: Silvesterchlausen (Schweiz)
- 2011: Niklaus Troxler (Schweiz)
- 2011: Russlands Wildnis (Deutschland)
- 2010: Wir sind Gotthard (Schweiz)
- 2010: Wildnis Schweiz (Schweiz)
- 2010: Panamericana (Schweiz)
- 2010: Toumast (Schweiz)
- 2010: Luminawa (Schweiz)
- 2009: De Chatzelochsenn (Schweiz)
- 2009: Trudi Gerster (Schweiz)
- 2008: ZuFallBringen (Schweiz)
- 2008: Schönheiten des Alpsteins (Schweiz)
- 2008: Die Drachenjäger (Frankreich)
- 2008: Geld oder Leben (Schweiz)
- 2008: Unser täglich Brot (Österreich)
- 2007: Ameisenweg (Schweiz)
- 2007: Johle und werche (Schweiz)
- 2006: De letscht Alpsummer (Schweiz)